# Ornithophaga anomala
Ornithophaga anomala är en loppart som beskrevs av Mikulin 1957. Ornithophaga anomala ingår i släktet Ornithophaga och familjen smågnagarloppor.

## Underarter
Arten delas in i följande underarter:
- O. a. anomala
- O. a. qinghaiensis